# المثلية الجنسية في العالم الإسلامي

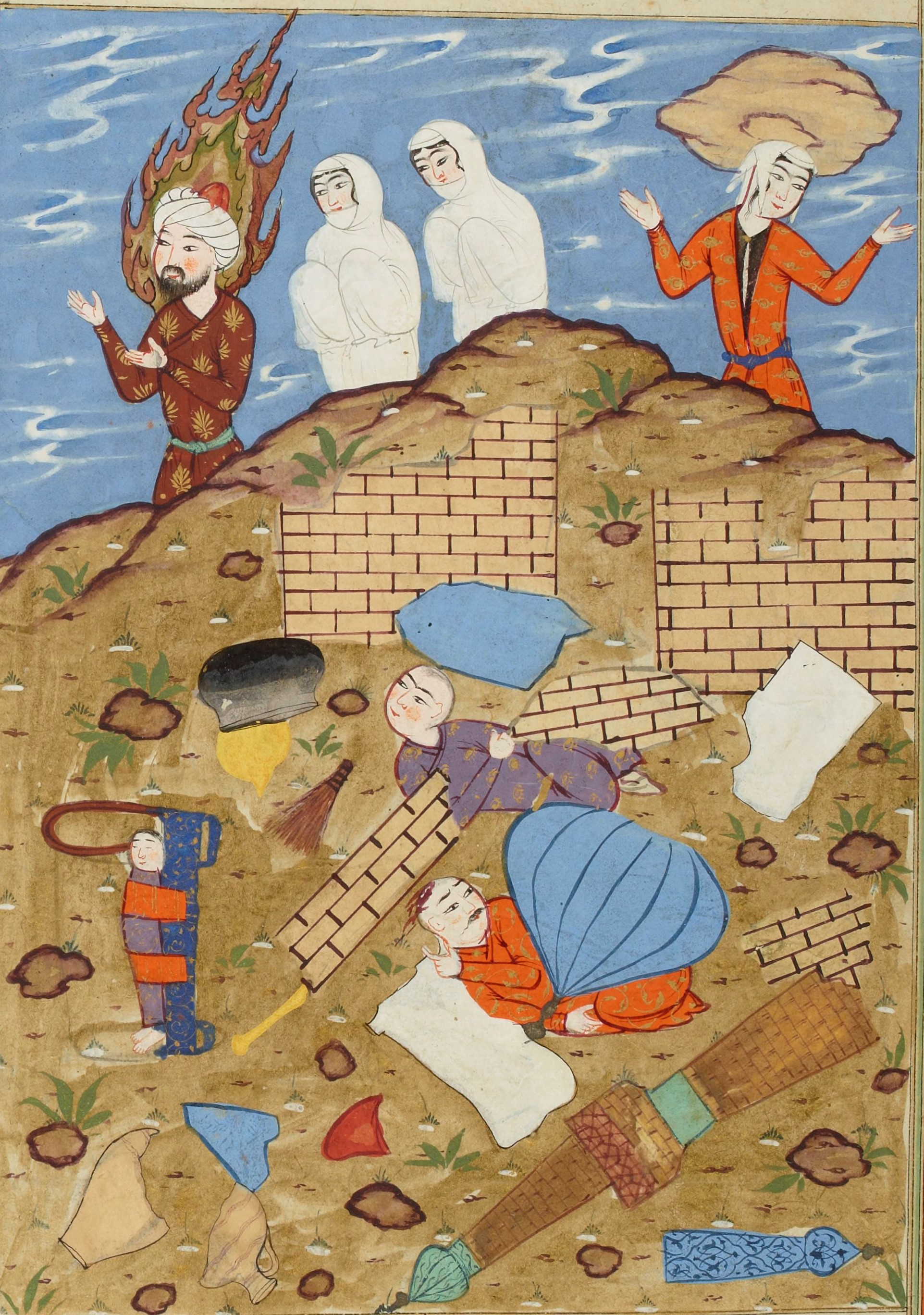
منمنمة فارسية، تصور هلاك قوم لوط (سدوم وعمورة)، وسقوط الحجارة على امرأة لوط، ونجاة لوط وابنتيه.

تتأثر المثلية الجنسية في الدول ذات الغالبية السكانية المسلمة بالدين وثقافة المجتمع والقانون، بالتوازي مع آيات محددة من القرآن، والأحاديث النبوية. تنظر مدارس الشريعة الإسلامية والتي تعتمد على أسس قرآنية وأحاديث نبوية إلى أن المثلية الجنسية هي خطيئة وجريمة يجب أن يحاسب عليها القانون، وبالتأثر بعلماء مسلمين مثل الإمام مالك والإمام الشافعي. يُذكر في القرآن قصة «قوم لوط» وقريتهم التي دُمرت بغضب الله لأنهم ووفقاً لمعظم التفسيرات شاركوا بأفعال جسدية «شهوانية» بين الرجال.
ومع ذلك، كانت مواضيع التفكير في إثارة الرغبة الجنسية التي كان محورها أشخاص من نفس الجنس موجودة في الشعر والأدب المكتوب عند بعض المسلمين في فترة العصور الوسطى وما بعدها، وفي بعض الأحيان كان ينظر للأشتهاء من نفس الجنس على أنه شذوذ جنسي إيجابي.
اليوم وفي معظم أنحاء العالم الإسلامي، تعتبر مثلية الجنس غير مقبولة من الناحية الاجتماعية أو القانونية. في بعض هذه الدول مثل: أفغانستان وبروناي وإيران وموريتانيا ونيجيريا والمملكة العربية السعودية والسودان واليمن، يعتبر النشاط الجنسي من نفس الجنس جريمة قد ينطوي عليها عقوبة الإعدام. وفي دول أخرى، مثل الصومال وماليزيا تعتبر مثلية الجنس غير قانونية.
وبالمقابل، العلاقات الجنسية المثلية قانونية في 20 دولة يشكل فيها المسلمين غالبية السكان وهي: ألبانيا، أذربيجان، البحرين، بوركينا فاسو، البوسنة والهرسك، تشاد، جيبوتي، غينيا بيساو، العراق، الأردن، كازاخستان، كوسوفو، قيرغيزستان، مالي، النيجر، شمال قبرص، طاجيكستان، تركيا، الضفة الغربية، ومعظم إندونيسيا.
في ألبانيا، ولبنان، وتركيا كان هناك نقاشات لتشريع الزواج من نفس الجنس. العلاقات المثلية الجنسية بين الإناث في الكويت قانونية، في لبنان مؤخراً، كان هنالك جهود داخلية لتشريع المثلية الجنسية في القانون.
وقد عارضت الدول ذات الغالبية المسلمة التحركات لتعزيز حقوق المثليين في الأمم المتحدة، الجمعية العامة ومجلس حقوق الإنسان التابع للأمم المتحدة. ومع ذلك فقد وقعّت كل من ألبانيا، غينيا بيساو وسيراليون إعلان الأمم المتحدة الداعم لحقوق المثليين. موزمبيق وهي دولة عضو في منظمة المؤتمر الإسلامي، قامت بتقديم ضمانات لحماية حقوق الإل جي بي تي في القانون على شكل قوانين عدم تمييز، وتم عقد مناقشات بشأن الاعتراف القانوني بزواج المثليين في البلاد.

## وجهة النظر الدينية
هناك العديد من الأساليب التي دعا فيها فقهاء الشريعة الإسلامية لمعاقبة مثليي الجنس أو مثليات الجنس الذين يقومون بممارسة أنشطة جنسية. إحدى أشكال الإعدام تتضمن تعريض الشخص المثلي للرجم بالحجارة حتى الموت على يد حشد من المسلمين، حيث يقول حديث للنبي محمد: «من وجدتموه يعمل عمل قوم لوط فاقتلوا الفاعل والمفعول به»  واختلفوا في كيفية تنفيذ العقوبة، فمن الفقهاء من قال بتطبيق حد الرجم حتى الموت قياسًا على الزاني، ومنهم من قال: «يعزر التعزير الذي يراه الحاكم»، ومنهم من قال أن يلقى من سطح منزل أو مكان مرتفع.

## الآراء حول مثلية الجنس في المجتمعات الإسلامية
|  | دعم                          | الدول التي وقعت على إعلان الجمعية العامة لحقوق المثليين و / أو دعمت مجلس حقوق الإنسان لعام 2011 قرار بشأن حقوق المثليين (96 عضوا). |
|  | معارض                        | الدول التي وقعت في 2008 على بيان يعارض حقوق المثليين (في البداية 57 عضوا، والآن 54 عضوا).                                          |
|  | لا هذا و لا ذاك              | الدول التي فيما يتعلق بالأمم المتحدة لم تعرب أي دعم رسمي ولا معارضة لحقوق المثليين (44 عضوا).                                      |
|  | غير الأعضاء في الأمم المتحدة | الدول التي هي أعضاء غير الامم المتحدة (14 أعضاء من خارج الأمم المتحدة).                                                            |

السكان المسلمين حول العالم حسب النسبة (مركز بيو للأبحاث، 2014).

أصدر مجلس حقوق الإنسان التابع للأمم المتحدة عام 2011 أول قرار للاعتراف بحقوق المثليين والمثليات ومزدوجي التوجه الجنسي والمتحولين جنسياً، والذي تم متابعته بتقديم تقرير من قبل مفوضية حقوق الإنسان التابعة للأمم المتحدة يوثق انتهاكات حقوق المثليين والمثليات ومزدوجي التوجه والمتحولين جنسياً. توضح خريطتي العالم لنسبة المسلمين في كل دولة والدول المعارضة لحقوق المثليين في الأمم المتحدة، مدى ارتباط مواقف الحكومات تجاه المثلية في الدول ذات الغالبية المسلمة.

### الرأي العام بين المسلمين
وجدت دراسة حول القبول العالمي للمثلية الجنسية أجراها مركز بيو للدراسات عام 2013 وجود رفض على نطاق واسع للمثلية الجنسية في الدول ذات الغالبية المسلمة من السكان. في بعض البلدان، كانت وجهات النظر في الحقيقة تصبح أكثر تحفظاً بين الأفراد الأكثر شباباً.
| البلد                      | 29-18 | 49-30 | فوق 50 |
| -------------------------- | ----- | ----- | ------ |
| يتوجب قبول المثلية الجنسية | %     | %     | %      |
| ماليزيا                    | 7     | 10    | 11     |
| تركيا                      | 7     | 9     | 10     |
| الأراضي الفلسطينية         | 5     | 3     | --     |
| إندونيسيا                  | 4     | 3     | 2      |
| الأردن                     | 5     | 1     | 1      |
| مصر                        | 3     | 2     | 3      |
| تونس                       | 3     | 2     | 1      |
| باكستان                    | 2     | 2     | 2      |

المصدر: "The Global Divide on Homosexuality". مركز بيو للدراسات. 4 يونيو 2013. مؤرشف من الأصل (موقع ويب) في 2019-05-09.
أظهر استطلاع عام 2007 جرى على مسلمين بريطانيين أن 61% يعتقدون بأنه يتوجب على المثلية الجنسية أن تكون غير قانونية، مع نسبة وصلت إلى 71% من المسلمين البريطانيين الشباب ممن جرى عليهم الاستطلاع أيدوا هذا الاعتقاد. أظهر استطلاع لاحق لمؤسسة غالوب عام 2009 أن لا أحد من من أصل 500 مسلم بريطاني شملهم الاستطلاع يعتقدون بأن المثلية الجنسية «مقبولة أخلاقياً». هذا بالمقارنة مع نسبة 35% من أصل 1001 مسلم فرنسي شملهم الاستطلاع ممن أعتبروا المثلية الجنسية أخلاقية.
أظهر استطلاع تم إجراءه عام 2012 أن 15% من الأتراك في ألمانيا والذين يشكلون نحو ثلثي إجمالي عدد المسلمين في ألمانيا، يعتقدون أن المثلية الجنسية مرض.
أصبح المسلمون الأمريكيون أكثر تقبلاً للمثلية الجنسية خلال السنوات الماضية، وذلك بالتوافق مع تغير مواقف عامة الناس في البلاد. أظهر استطلاع للرأي أجراه مركز بيو للأبحاث يعود لعام 2007، أن نسبة 27% من المسلمين الأمريكيين يعتقدون بأنه ينبغي تقبل المثلية الجنسية. وارتفعت نسبة المؤيدين لتقبل المثلية في استطلاع لعام 2011 لتصل إلى 39%. وكشف استطلاع في يوليو عام 2017 أن نسبة المسلمين الأمريكيين المؤيدين لتقبل المجتمع للمثلية الجنسية تجاوزت من عارضها لتصبح عند 52%، مقابل نسبة المعارضين التي انخفضت لتصبح عند 33%.

## وصلات خارجية
باللغة الإنجليزية
- Islamic views of homosexuality على موقع ReligionFacts
- Islam and homosexuality: Straight but narrow، مقالة على ذي إيكونوميست، 4 فبراير 2012 (بالإنجليزية)
- Intolerant cruelty This special edition of Diabolic Digest explores the question of homosexuality in the Middle East.
- Kotb, H.G.: Sexuality in Islam at the Magnus Hirschfeld Archive for Sexology
- Homosexuality in Urdu poetry: Tolerance in medieval India and early Islamic societies